# Ichthyornithes
De Ichthyornithes waren een groep ornithure vogels die in het Krijt zeer succesvol waren, maar aan het einde van dat tijdperk samen met vele andere vormen, onder andere de dinosauriërs verdwenen.
De Ichthyornithes zijn wel vergeleken met de alken, de zeeduikers en de pinguïns, omdat zij dezelfde levenswijze hadden. Het waren uitmuntende duikers, die in open zee op vis jaagden. Zij hadden echter nog een snavel vol tanden en waren niet aan de latere zeevogels verwant.
De bekendste soort is Ichthyornis dispar. Hoe Ichthyornis eruitzag is goed bekend dankzij fossielen die gevonden werden in Kansas, Alberta en Texas. Het dier had de bouw van de hedendaagse stern met echter een grotere kop en snavel. Ook de reeds genoemde tanden waren natuurlijk afwijkend. Ichthyornis had een groot borstbeen, de plaats waar de vleugelspieren bij vogels aangehecht zijn, wat aangeeft dat het een goede vlieger was. Vergeleken met zijn tijdgenoten was Ichthyornis een zeer moderne vogel. Waarschijnlijk leefde dit dier in groepen langs de kust en voedde zich met vissen, waarbij de tanden als extra grip goed van pas kwamen bij het vangen. In 2002 werd bekend dat er bij Maastricht een fossiel is gevonden van een aan Ichthyornis verwante vogel, dat nu tentoongesteld is in het natuurhistorisch museum aldaar.

## Oorsprong en evolutie
De vroegst bekende ichthyornithiden verschijnen ongeveer 95 miljoen jaar geleden in het fossielenbestand, tijdens het Cenomanien van het Laat-Krijt. Gebaseerd op fragmentarische fossiele overblijfselen hebben de twee bekende soorten in de Ashvilleformatie geen naam gekregen, maar in het algemeen leken ze erg op Ichthyornis dispar. Ichthyornis dispar zelf had een zeer groot tijdsbereik, en specimens die ernaar verwezen of zeer vergelijkbare soorten bestonden relatief onveranderd (afgezien van enkele schommelingen in de gemiddelde grootte van de volwassen dieren) gedurende bijna tien miljoen jaar, toen soorten die naar Ichthyornis dispar verwezen verdwenen en vervangen werden door andere, maar nog steeds enigszins vergelijkbare soorten ichthyornithiden. Het feit dat ichthyornithiden vrijwel onveranderd lijken te hebben bestaan in hun algemene grootte en anatomie gedurende bijna het gehele Laat-Krijt, geeft aan dat hun evolutietempo in relatieve rust was vergeleken met andere, evenoude soorten van nauw verwante vogels, zoals de hesperornithiden. Zowel de ichthyornithiden als de hesperornithiden waren sterk verbonden met hun ecosysteem in de Western Interior Seaway die Noord-Amerika gedurende een groot deel van het Krijt doorkliefde. Het is mogelijk dat, terwijl de vliegende, aquatische hesperornithiden veel gevoeliger waren voor veranderingen in de kustlijn en het zeeniveau gedurende die tijd, waardoor hun evolutie en aanpassing in meer gespecialiseerde vormen werd gestimuleerd, de vliegende ichthyornithiden niet zo afhankelijk waren van specifieke kust- of zeeniveauomstandigheden, en dat ze in staat waren om gedurende een zeer lange periode vrijwel dezelfde ecologische niche te bewonen. Het ichtyornithische geslacht stierf uiteindelijk uit tijdens het Krijt-Paleogeen extinctieproces dat het uitsterven van veel grote land- en zeediergroepen veroorzaakte aan het einde van het Mesozoïcum. De laatste ichthyornithische fossielen zijn gevonden in de Hell Creek-formatie zeer dicht (op zijn minst binnen 300.000 jaar) van de K-Pg grens, gedateerd op 66 miljoen jaar geleden.
Het onderzoek dat Protodontopteryx beschrijft merkt enkele opvallende overeenkomsten op tussen de kaakstructuur van ichthyornithiden en pelagornithiden. Het onderzoek deelt pelagornithiden nog steeds in bij de neognathiden op basis van enkele postcraniale kenmerken en plaatst ze in een polytomie met Galloanserae en Neoaves, maar merkt wel op dat dit verband het onderzoeken waard is en dat het verhemelte van de pelagornithiden niet bekend is.
Uit een onderzoek van een endocast van Ichthyornis blijkt dat het een relatief primitief brein had vergeleken met de huidige vogels, vergelijkbaar met dat van Archaeopteryx en andere niet tot de vogels behorende theropoden. Omgekeerd had hij een verhemelte dat opmerkelijk overeenkomt met dat van moderne neognaten.

## Classificatie
Ichthyornithiden stonden dicht bij de huidige vogels, de kroongroep Aves ofwel Neornithes, maar vertegenwoordigen een onafhankelijke afstamming van getande zeevogelachtige dieren. Lange tijd werd aangenomen dat verschillende vergelijkbare soorten uit het Krijt die bekend zijn van fragmentarische overblijfselen, waaronder Ambiortus, Aptornis, Iaceornis en Guildavis, leden waren van de Ichthyornithes, naast de naamgever van de groep, Ichthyornis. Deze lijken echter nauwer verwant aan de huidige vogels dan aan Ichthyornis dispar. In Julia Clarke's overzicht van Ichthyornis-achtige fossielen uit 2004 werden de voormalige orde Ichthyornithiformes en de familie Ichthyornithidae beschouwd als synoniemen van de clade Ichthyornithes, die in dat artikel volgens de fylogenetische taxonomie werd gedefinieerd als alle afstammelingen van de laatste gemeenschappelijke voorouder van Ichthyornis dispar en de huidige vogels.

## Soorten
Ichthyornis dispar uit Noord-Amerika en Janavis finalidens uit België zijn momenteel de enige geldige soorten Ichthyornithes die voldoende ondersteund worden door fossielen om wetenschappelijke namen te krijgen. Er zijn echter afzonderlijke overblijfselen van andere ichthyornithe soorten geïdentificeerd. Zo zijn er bijvoorbeeld drie afzonderlijke schouderbladspecimina (RSM P2992.1, UCMP 187207, AMNH 22002), gevonden in de Hell Creek-formatie van Montana, de Lance Creek-formatie van Wyoming en de Frenchman-formatie van Saskatchewan, geïdentificeerd als behorend tot één enkele soort Ichthyornis-achtige vogels die deze regio van Noord-Amerika bewoonden aan het einde van het Maastrichtien, binnen 300 000 jaar na het uitsterven van het Krijt-Paleogeen 66 miljoen jaar geleden. Een andere naamloze soort die lijkt op Ichthyornis is bekend van afzonderlijke resten gevonden in rotsen uit het Campanien van Alberta. Er zijn nog twee soorten bekend uit het Cenomanien van de Ashvilleformatie bij Carrot River, Saskatchewan. Hoewel oorspronkelijk gedacht werd dat het soorten van Ichthyornis waren, vertegenwoordigen ze waarschijnlijk een of meer nieuwe geslachten. Aanvullende ichthyornithische resten zijn beschreven uit Rusland, wat aangeeft dat deze groep zich over een groot deel van het noordelijk halfrond verspreidde in het Cenomanien.

## Verwantschappen
Het onderstaande cladogram is het resultaat van een analyse uit 2014 door Michael Lee en collega's die de gegevens van een eerdere studie door O'Connor & Zhou uit 2012 uitbreidde en de verwantschap van Ichthyornis met andere ornithuren toonde. De cladenamen zijn gepositioneerd op basis van hun definities.
|  | Hesperornithes                                                      |
|  |                                                                     |
|  | \| \| Limenavis \| \| \| \| \| \| Aves (moderne vogels) \| \| \| \| |
|  |                                                                     |
|  | Limenavis                                                           |
|  |                                                                     |
|  | Aves (moderne vogels)                                               |
|  |                                                                     |

|  | Limenavis             |
|  |                       |
|  | Aves (moderne vogels) |
|  |                       |

|  | Hesperornithes                                                      |
|  |                                                                     |
|  | \| \| Limenavis \| \| \| \| \| \| Aves (moderne vogels) \| \| \| \| |
|  |                                                                     |
|  | Limenavis                                                           |
|  |                                                                     |
|  | Aves (moderne vogels)                                               |
|  |                                                                     |

|  | Limenavis             |
|  |                       |
|  | Aves (moderne vogels) |
|  |                       |